# Bathyphantes eumenis
Bathyphantes eumenis är en spindelart som först beskrevs av Ludwig Carl Christian Koch 1879.  Bathyphantes eumenis ingår i släktet Bathyphantes och familjen täckvävarspindlar. Inga underarter finns listade.